# Croutelle
Croutelle ist eine französische Gemeinde mit 937 Einwohnern (Stand: 1. Januar 2022) im Département Vienne in der Region Nouvelle-Aquitaine. Die Gemeinde gehört zum Arrondissement Poitiers und zum Kanton Poitiers-1 (bis 2015: Kanton Poitiers-5). Die Einwohner werden Croutellois genannt.

## Geographie
Croutelle liegt etwa sechs Kilometer südwestlich des Stadtzentrums von Poitiers. Umgeben wird Croutelle von den Nachbargemeinden Poitiers im Norden und Nordosten, Ligugé im Süden und Osten sowie Fontaine-le-Comte im Westen.
Durch das Gemeindegebiet verläuft die Route nationale 10. 

## Demographie
| Einwohner                                                  | 313 | 335 | 336 | 452 | 448 | 649 | 678 | 830 |
| Ab 1962 offizielle Zahlen ohne Einwohner mit Zweitwohnsitz |     |     |     |     |     |     |     |     |

## Sehenswürdigkeiten
- Le Palais mit seinen Fassaden und dem Taubenschlag, seit 1983 Monument historique